# Eskipazar (district)
Eskipazar is een Turks district in de provincie Karabük en telt 13.217 inwoners (2007). Het district heeft een oppervlakte van 740,5 km². Hoofdplaats is Eskipazar.
De bevolkingsontwikkeling van het district is weergegeven in onderstaande tabel.
| 1997   | 2000   | 2007   |
| ------ | ------ | ------ |
| 18.873 | 16.365 | 13.217 |